# Herlevgård
Herlevgaard er en proprietærgård, beliggende i Nørre Herlev Sogn 
vest for Hillerød. Den er opført omkring 1855 af kammerråd Gammeltoft. Gården har været på familien Falkentofts hænder siden år 1950, hvor Helene og Niels Falkentoft købte den.

## Ejere
- 1855 – 1897 – Jens Hansen Lund Gammeltoft.
- 1897 - 1898 - Carl Frederik Christian Gammeltoft. (søn)
- 1898 – 1914 – Propritær Chr. Bolvig.
- 1914 – 1917 – Forpagter Andersen.
- 1917 – 1950 – S. J . Petersen
- 1950 – 1969 – Estrid Helene Olsen gift Falkentoft
- 1969 – 2007 – Karsten Falkentoft (søn)
- 2007 – nu – Claes Karsten Falkentoft (søn)

Herlevgaard har et jordtilliggende på 150 ha.